# Gwen Stefani
Gwen Renée Stefani ([gwɛn stɛ'fɑn.ni]; n. 3 octombrie 1969, Fullerton, California, SUA) este o cântăreață americană, compozitoare, designer de modă și ocazional actriță. Stefani a debutat în anul 1992 ca solistă a formației ska No Doubt. Cel de-al treilea album al grupului, intitulat Tragic Kingdom i-a propulsat la statutul de staruri, vânzând șaisprezece milioane de exemplare pe plan mondial. Cântecele extrase pe single de pe acest album au avut un mare succes în lumea anglofonă, în special „Just a Girl” și „Don't Speak”. Popularitatea grupului a intrat în declin odată cu lansarea celui de-al patrulea album, Return of Saturn, în anul 2000. Cel de-al cincilea album Rock Steady a primit laude din partea criticilor și a readus No Doubt în atenția publicului.
Stefani a înregistrat primul său album solo în anul 2004. Intitulat Love. Angel. Music. Baby., acesta a fost influențat de muzica anilor 1980. Albumul a condus-o pe Stefani spre succesul internațional, cu vânzări de peste șapte milioane de exemplare. Albumul a produs trei cântece de top 10 în Italia, România și Marea Britanie. Al treilea single, „Hollaback Girl” a devenit primul download digital care s-a vândut în peste 1 milion de copii, atingând locul 1 în Statele Unite. Cel de-al doilea album solo al artistei, The Sweet Escape a fost lansat în luna decembrie a anului 2006. Acesta a beneficiat de un succes moderat pe plan internațional, cu aproape 2 milioane de exemplare vândute în primul an. În urma succesului internațional, single-ul care dă numele albumului a ajuns pe prima poziție în United World Chart
În anul 2003, Stefani și-a lansat prima linie vestimentară: L.A.M.B., pe care a dezvoltat-o în anul 2007, odată cu lansarea liniei Harajuku Lovers. Câștigând inspirație din cultura japoneză și modă, Stefani își face apariția în concerte alături de patru dansatoare, cunoscute sub pseudonimul de Harajuku Girls. Cântăreața s-a căsătorit cu muzicianul Gavin Rossdale în anul 2002, iar în 2006 a dat naștere primului copil al cuplului, un băiețel, pe care l-au numit Kingston James McGregor Rossdale, fiind urmat de Zuma Nesta Rock Rossdale, născut în 2008.

## Anii copilăriei
Gwen Stefani s-a născut pe data de 3 octombrie 1969, în Fullerton, California și crescută în Anaheim, California, în spiritul unei familii romano-catolice. Mama sa a numit-o „Gwen” după însoțitoarea de bord din romanul Airport de Arthur Hailey, iar cel de-al doilea nume a venit de la titlul cântecului „Walk Away Renée”, interpretat de către formația The Left Banke.
Tatăl acesteia, Dennis Stefani, este de origine italiano-americană, și lucrează la compania japoneză Yamaha, fiind executiv de marketing. Mama ei, Patti Flynn, este de origine irlandeză și scoțiană, și a fost contabilă înainte de a deveni casnică. Aceștia erau fani ai muzicii folk, prezentându-i fiicei lor muzicieni precum Bob Dylan și Emmylou Harris. Este al doilea copil al familiei, mai având încă trei frați; are o soră mai mică, Jill, un frate mai mic, Todd, și un frate mai mare, Eric. Eric a cântat la clape în formația No Doubt, dar a părăsit grupul pentru a urma o carieră în animație, în serialul The Simpsons. Printre rudele îndepărtate ale acesteia se numără și cântăreața pop Madonna.
De mic copil, Stefani a fost încântată de muzicaluri precum Sunetul muzicii și Evita. După ce a înregistrat o casetă demonstrativă pentru tatăl ei, a fost încurajată să i-a lecții de muzică, pentru a-și antrena vocea „imprevizibilă”.
Stefani a debutat pe scenă în timpul unui concurs de talente la Liceul Loara, unde a cântat „I Have Confidence” (rom. „Am încredere”), din Sunetul muzicii, într-o rochie făcută de ea, inspirată de cea din film. Cântăreața a fost în echipa de înot a liceului, pentru a scăpa de greutatea în exces. După ce a absolvit liceul, în 1987, a urmat cursurile facultății de stat California, din Fullerton.

## Cariera muzicală

### 1986–2004: Formarea trupei No Doubt

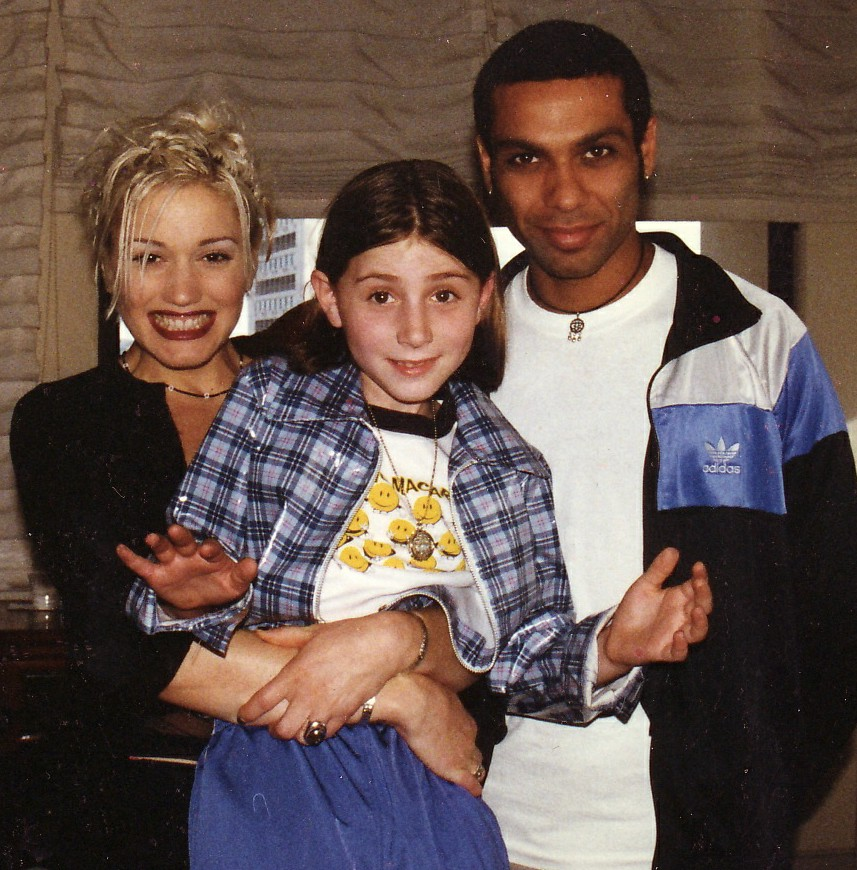
Gwen Stefani și basistul Tony Kanal (dreapta) în iunie 1995

John Spence, Stefani, și sora acesteia, Eric Stefani au format formația sub numele Apple Core în 1986, după ce lucraseră împreună la un restaurant de fast food. Eric, care învățase melodiile 2 Tone ale formației Madness la pian, cânta la claviatură, iar Spence și Gwen erau vocaliștii. Trio-ul a recrutat încă câțiva membrii în acea lună, aceștia schimbându-se des timp de câțiva ani. Grupul avea mici concerte în zona Orange County, maimuțărelile lui Spence pe scenă făcând mereu parte din spectacol. Tony Kanal a asistat la unul dintre primele lor concerte, iar în scurt timp li s-a alăturat ca basist. După ce inițial i-a respins avansurile, acesta a început o relație cu Gwen, pe care au păstrat-o secretă timp de un an, fiind de părere că era ca o regulă nescrisă ca nimeni să nu aibă întâlniri cu ea. În 1991 formația a reușit să semneze un contract cu Interscope Records. Grupul și-a lansat primul album în 1992, dar muzica lor, ska-pop, nu a avut succes datorită uriașei popularități a muzicii grunge din acea perioadă. Stefani nu a fost de acord cu agresiunea promovată de cântărețele grunge, fiind influențată mai mult de combinația de putere și sex appeal a cântăreței Debbie Harris din formația Blondie.
Grupul a mai lansat un album, de această dată pe cont propriu, The Beacon Street Collection, până când au devenit celebri cu albumul Tragic Kingdom (1995), care a apărut trei ani mai târziu. Între timp, formația aproape s-a despărțit, după ce relația amoroasă dintre Stefani și Tony Kanal a luat sfârșit. Despărțirea a inspirat-o pe artistă să compună, astfel apărând cântece precum „Don't Speak”, „Sunday Morning” sau „Hey You”. Cinci discuri single au fost extrase de pe Tragic Kingdom, iar „Don't Speak” a fost cea mai difuzată piesă în 1996 în Statele Unite ale Americii  Stefani a părăsit colegiul pentru un semestru pentru a urma un turneu de promovare a albumului, însă nu s-a mai întors după ce acesta s-a lungit pe durata a doi ani și jumătate. Albumul s-a vândut în 16 milioane de copii în toată lumea, și a primit câteva nominalizări la Premiile Grammy.
No Doubt a lansat în 2000 încă un album, care însă a fost primit foarte prost de către critici. Multe din cântecele de pe album se refereau la relația cu fostul vocalist al formației Bush, Gavin Rossdale, inclusiv gândurile lui Stefani de a avea un copil. Albumul din 2001, Rock Steady, explorează genuri noi pentru grup, ca reggae și dancehall, și a avut în general recenzii pozitive. Albumul a produs cele mai mari hituri ale formației în Statele Unite, iar „Hey Baby” și „Underneath It All” au primit premii Grammy. O compilație de hituri, The Singles 1992-2003, care include și o preluare după succesul formației Talk Talk, „It's My Life”, a fost lansat în 2003, având vânzări medii.
În afara activităților cu No Doubt, Stefani a colaborat cu Moby pentru cântecul „South Side” și cu Eve pentru „Let Me Blow Ya Mind”, pentru care a și câștigat un premiu Grammy în 2002 la categoria „Cea mai bună colaborare rap”.

### 2004 – 2006: Carieră solo șiLove. Angel. Music. Baby.

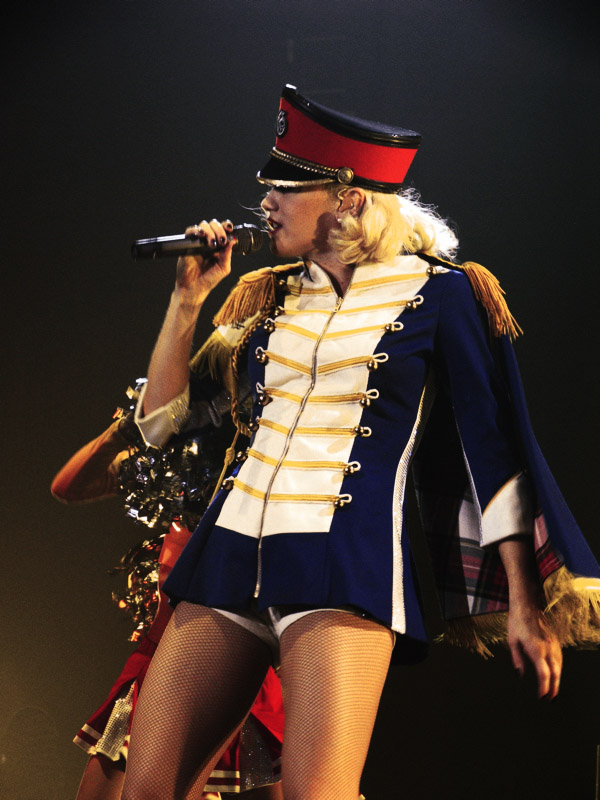
Stefani interpretând Hollaback Girl

Stefani s-a lansat solo, într-o carieră pop - dance, influențată de muzica astiștilor non „ska” precum Madonna, Prince și Linda Perry. Aceasta a lansat două albume solo: Love. Angel. Music. Baby. (2004) și The Sweet Escape (2006).
Albumul de debut al artistei, Love. Angel. Music. Baby. a fost lansat în noiembrie 2004. Albumul conține numeroase colaborări cu producători și alți artiști, inclusiv Tony Kanal, Linda Perry, André 3000 de la Outkast și Pharrell de la The Neptunes. Stefani a creat albumul pentru a moderniza muzica pe care o asculta în liceu, astfel albumul L.A.M.B. conține influențe din mai multe stiluri muzicale din anii '80 și începutul anilor '90 precum New Wave și electro. Albumul a întâmpinat critici mixte, majoritatea însă pozitive. 
Albumul a debutat pe locul șapte în Billboard 200, vânzând 309.000 de copii în prima săptămână. Albumul a primit multiple discuri de platină în Statele Unite, Regatul Unit, Australia  și Canada. La premiile Grammy din 2005, Stefani a fost nominalizată la Best Female Pop Vocal Performance, iar anul următor a primit cinci nominalizări, Înregistrarea anului, Albumul anului, Best Female Pop Vocal Performance, Cel mai bun album pop vocal, și Best Rap/Sung Collaboration, pierzând însă la toate categoriile.
Primul single de pe album a fost What You Waiting For?, care cu toate că nu a intrat în Top40 în Statele Unite, a intrat în Top 10 în jurul lumii. Melodia a fost folosită pentru a explica de ce Stefani și-a dorit o carieră solo și vorbește despre temerile ei legate de plecarea din trupă pentru o carieră solo, precum și dorința de a avea un copil. Rich Girl a fost al doilea single. Duet cu Eve, și produs de Dr. Dre, este o adaptare a unei melodii cântate în anii '90 de către Louchie Lou și Michie One, care este la rândul ei un cover după „If I Were a Rich Man”, din muzicalul Fiddler on the Roof. Această melodie s-a dovedit a fi mai de succes, și a intrat în Top10 atât în Marea Britanie cât și în Statele Unite.
Al treilea single de pe L.A.M.B. a fost Hollaback Girl, care a devenit primul (și singurul single al ei până acum) care a ajuns #1 în Billboard Hot 100, și al doilea #1 în Australia; a avut mai puțin succes în alte țări- Canada #12, Grecia #14, România #22. Melodia a devenit primul download digital care s-a vândut în mai mult de un milion de copii legal.
Al patrulea single, Cool a fost lansat la scurt timp după popularitatea predecesoarelor, dar nu a reușit să aibă același succes, atingând numai top 20 în Marea Britanie și Statele Unite, dar a devenit al treilea single de top 10 al cântăreței în România. Versurile melodiei descriu fosta relație cu Tony Kanal, iar videoclipul a fost filmat în Italia. Al cincilea single, Luxurious, a avut un succes mediocru, iar ultimul single, „Crash”, lansat la începutul anului 2006 a fost un eșec.

### 2006 – 2007:The Sweet Escape

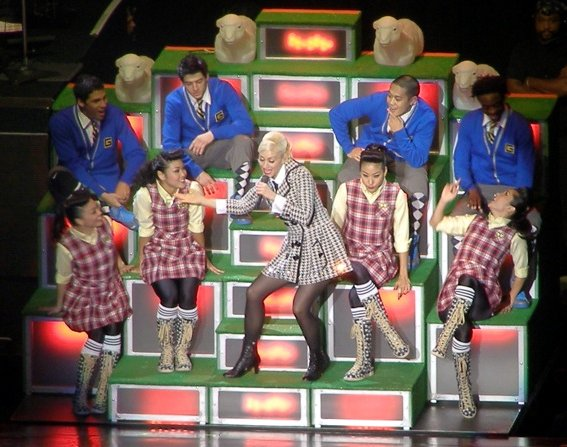
Stefani interpretând Wind It Up în cadrul turneului The Sweet Escape în mai 2007

Al doilea album solo al artistei, The Sweet Escape (rom. „Dulcea evadare”), a fost lansat pe 5 decembrie 2006. Stefani a reluat colaborările cu Kanal, Perry și Pharrell, și a început altele cu Akon și Tim Rice-Oxley de la Keane. Albumul se concentrează mai mult pe muzica pentru cluburi decât predecesorul. Albumul a coincis cu lansarea DVD-ului "Harajuku Lovers Live", pe care se află înregistrarea turneului "Harajuku Lovers Tour". Albumul a primit critici mixte.
Wind It Up, primul single lansat de pe album, a fost desființat de critici, care nu au fost de acord cu folosirea „yodelerului” și asemănările cu „The Sound of Music”, dar a avut un succes moderat, atingând top 20 în majoritatea topurilor. Melodia The Sweet Escape a fost primită cald, și a ajuns #1 în United World Chart, și top 5 în jurul lumii..
Pentru a promova albumul, Stefani a fost mentor într-un episod din American Idol unde a interpretat melodia. Aceasta a început primul turneu mondial, The Sweet Escape Tour în aprilie 2007, în deschidere cântând Akon, Lady Sovereign și Cansei de Ser Sexy. Turneul a vizitat America de Nord și Centrală, Australia, Asia și Europa. După ce 4 in the Morning nu s-a descurcat la fel de bine ca melodiile lansate până atunci, iar Now That You Got It a devenit cel mai slab clasat single al ei în majoritatea topurilor, devenind și primul care a ratat Billboard Hot 100, Stefani a lansat Early Winter ca al cincilea și ultimul single de pe album, doar în Europa, acesta bucurându-se de un succes moderat.
Stefani a contribuit la primul album solo al soțului ei, Gavin Rossdale, înregistrând o piesă, Some Days, în duet cu el, care în final nu a mai fost inclusă pe album.

### 2008 – prezent: Întoarcerea în No Doubt
În timp ce Stefani își promova cel de-al doilea album solo, No Doubt a început să lucreze la un nou album fără Gwen, care se dorea a fi lansat după terminarea turneului ei, The Sweet Escape Tour. În martie 2008, Stefani a scris un mesaj prin care anunța amânarea compunerii cântecelor din cauză că era însărcinată cu cel de-al doilea copil. The Singles 1992–2003 a devenit disponibil pe 9 decembrie 2008 pentru jocul video Rock Band 2. No Doubt a anunțat în 2008 că va merge în turneu în anul 2009 în timp ce își va termina următorul album, amânat pentru anul 2010. Formația a concertat în cadrul turneului național din vara anului 2009. În 2010 au compus cântecele, iar 2011 le-au înregistrat în studio. Piesa principală a albumului, „Settle Down”, a fost lansată în iulie, iar albumul din care face parte, Push and Shove, a fost lansat pe 25 septembrie 2012 în Statele Unite. Din 2014 este antrenoare a emisiunii The Voice.

## Proiecte non-muzicale

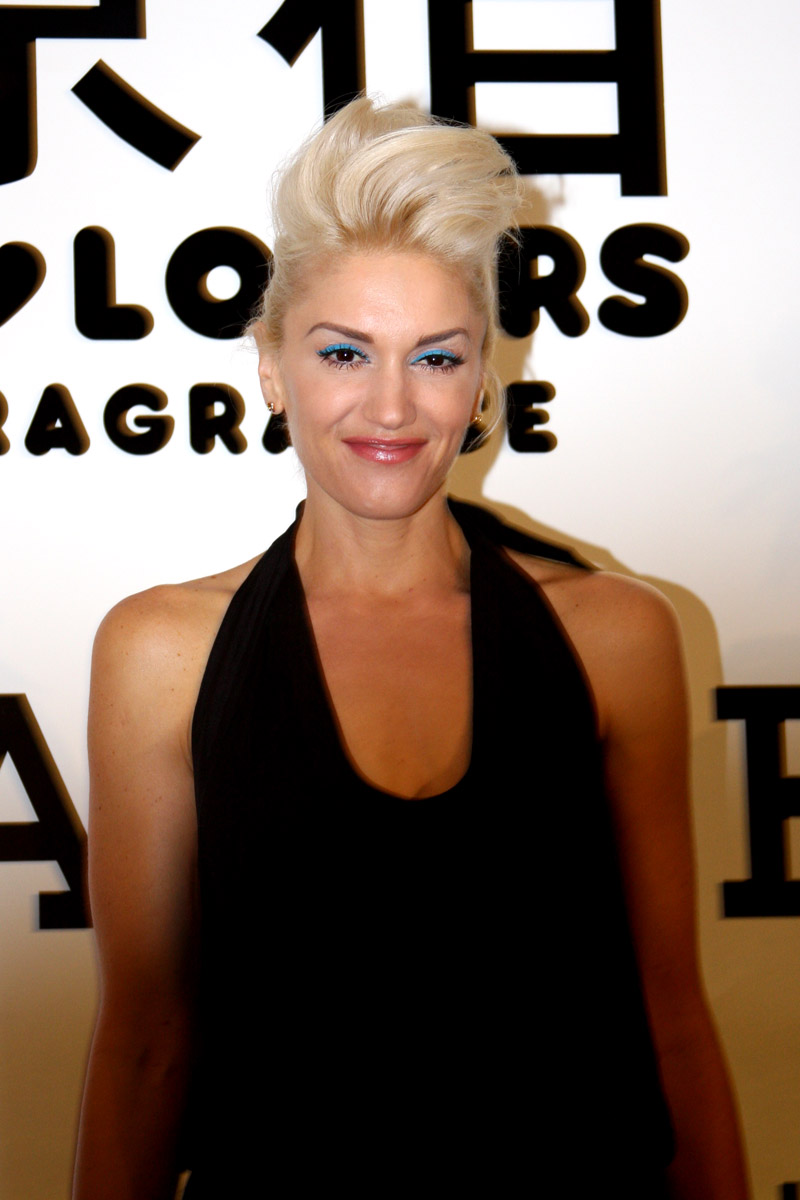
Gwen Stefani la Bloomingdale's în septembrie 2009

Stefani a creat majoritatea hainelor pe care le-a purtat pe scenă alături de No Doubt. Stilista Andrea Lieberman a introdus-o creațiilor haute couture, care a convins-o pe Stefani să lanseze o linie de modă numită L.A.M.B. în 2004. Linia conține influențe variate, inclusiv guatemaleze, japoneze și jamaicane. Linia a avut succes și este purtată de celebrități ca Teri Hatcher, Nicole Kidman și chiar Stefani însăși. În iulie 2005, și-a mărit colecția cu obiecte mai puțin scumpe, Harajuku Lovers line, cu produse ca licurici pentru telefoane mobile, camere foto sau lenjerie intimă. La sfârșitul anului 2006, a lansat o ediție limitată de păpuși numite Love. Angel. Music. Baby. Fashion dolls. Păpușile sunt inspirate de diferite costume purtate de Stefani și Harajuku Girls în timpul turneului. La sfârșitul verii anului 2007, Stefani a lansat un parfum, L, ca parte a colecției LAMB de îmbrăcăminte și accesorii. Parfumul are note de trandafir și "sweet pea".
În 2004, Gwen și-a arătat interesul de a apărea în filme  și a dat audiții pentru filme ca Domnul și Doamna Smith. A debutat pe marele ecran interpretând-o pe actrița Jean Harlow în filmul lui Martin Scorsese, The Aviator (rom. Aviatorul) și a fost nominalizată la premiile Screen Actors Guild pentru „Outstanding Performance by Cast in Motion Picture”. Pentru a-și pregăti rolul, Stefani a citit două biografii și a vizionat 18 filme cu Jean Harlow. Partea în care apare ea a fost filmată între 4-5 zile, și Stefani a avut puține replici. Aceasta și-a împrumutat vocea personajului Malice din jocul video cu același nume, însă compania nu a mai folosit vocile membrilor No Doubt.

## Viața personală
La scurt timp după ce Stefani s-a alăturat trupei No Doubt, a început să se întâlnească cu Tony Kanal, coleg de trupă. Aceasta a declarat că era implicată profund în relație, zicând că "...nu am făcut altceva decât să mă uit la Tony și să mă rog lui Dumnezeu să mă lase să am un copil cu el. Kanal a pus punct relației.
În decembrie 1995, Stefani l-a întâlnit pe vocalistul trupei Bush, Gavin Rossdale, la un concert No Doubt, iar cei doi au început o relație la distanță. Cuplul a păstrat detaliile legate de relație private, evitând să vorbească jurnaliștilor împreună. S-au căsătorit în Catedrala Sfântul Paul din Londra. O a doua ceremonie a avut loc în Los Angeles, două săptămâni mai târziu.
Cuplul a descoperit în 2004 că Rossdale avea o fiică, Daisy (n. 1989) dintr-o relație cu modelul Pearl Lowe, când Rossdale a făcut un test de paternitate. Stefani a fost „devastată și înfuriată” când a descoperit acest lucru, ceea ce a dus la o relație mai grea cu Gavin. Stefani nu are niciun fel de relație cu Daisy. Melodia lui Gwen, Danger Zone, s-a crezut că este despre această descoperire; însă melodia a fost scrisă înaintea descoperii incidentului.
În decembrie 2005, Gwen și Gavin au anunțat că așteaptă primul lor copil împreună. Vestea a fost prima dată publicată de Us Weekly, iar Stefani a confirmat zicând în timpul unui concert din Florida: „Vreau să cântați foarte tare astfel încât să vă audă și bebelușul meu”. Pe 26 mai 2006, fiul lor, Kingston James McGregor Rossdale, a fost născut prin cezariană la Centrul Medical Cedars-Sinai din Los Angeles. Kingston cântărea 3.4 kilograme. În ianuarie 2008 socrul ei a declarat că aceasta este însărcinată, iar pe 21 august, Stefani a dat naștere la un băiat, Zuma Nesta Rock. Pe 3 august 2015, Stefani depune actele pentru divorț. Divorțul de Rossdale se finalizează pe 8 aprilie 2016.

## Imaginea publică

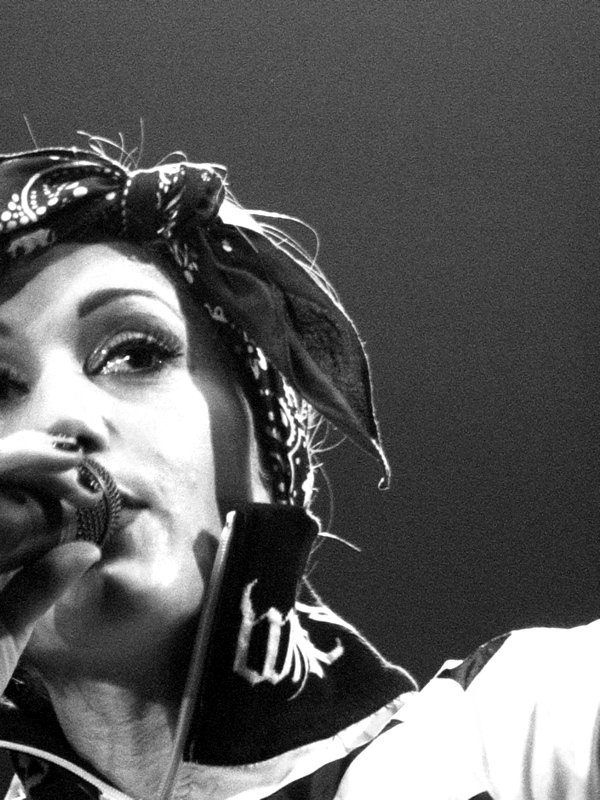
Stefani în concert, 2005

Stefani a început să poarte un bindi la începutul anilor '90 după ce participase la câteva din reuniunile da familie ale lui Tony Kanal, care e indian de origine. A purat accesoriul în unele din clipurile formației, făcându-l popular pentru scurt timp în 1997. Începând cu Just a Girl, Stefani a început să poarte tricouri cu buricul gol. Machiajul cel mai cunoscut al cântăreței este alcătuit din pudră de față deschisă la culoare, ruj roșu deschis și sprâncene arcuite; a scris despre acest subiect în melodia Magic's in the Makeup pentru albumul Return of Saturn al formației No Doubt, întrebându-se „Dacă magia e în machiaj/Atunci eu cine sunt?”
Stefani este brunetă, cu toată că nu a mai purtat culoarea aceasta din clasa a noua. De atunci, a purtat nuanța de blond platinat. Stefani vorbește despre asta în melodia Platinum Blonde Life de pe albumul Rock Steay. Stefani a mai avut părul vopsit albastru în 1998 și roz în 2000, apărând pe coperta albumul Return of Saturn cu păr roz.
În 2006, Stefani și-a schimbat imaginea, inspirată de cel al lui Michelle Pfeiffer din filmul Scarface. Schimbarea a constat într-un simbol care e alcătuit din doi G spate în spate, care apare pe o cheie cu diamante, pe care o poartă pe un lanț, devenind un motiv în promovarea albumul The Sweet Escape. Stefani a stârnit un val de îngrijorări în ianuarie 2007 datorită scăderii rapide în greutate după sarcină. A declarat că a pierdut din kilograme datorită dietelor și exercițiilor, dar a recunoscut că o obsedează greutatea sa. A declarat mai târziu că este într-o dietă continuă din clasa a șasea pentru a putea purta haine mai mici, zicând „Este o bătaie continuă și este un coșmar. Dar îmi plac hainele prea mult, și mereu mi-am dorit să pot purta hainele pe care le creez".

### Fetele Harajuku

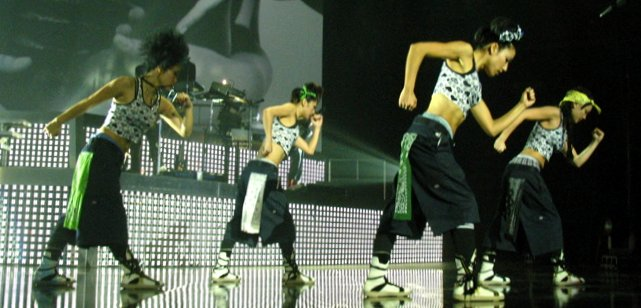
Fetele Harajuku

Lansarea primului album al lui Stefani a adus în atenția publicului anturajul ei, alcătuit din Fetele Harajuku, numite astfel după regiunea Harajuku din Japonia. Gwen Stefani le consideră pe acestea, care apar mereu cu look-ul de Gothic Lolita, ca fiind o născocire a imaginației sale. Îmbrăcămintea lui Stefani a fost de asemenea influențată de moda japoneză, stilul fiind considerat o combinație între Christian Dior și Japonia. Dansatoarele ei apar în majoritatea videoclipurilor cântăreței, și pe coperta Love. Angel. Music. Baby., cu o melodie numită și dedicată lor.

## Discografie
| - 2004: Love. Angel. Music. Baby. - 2006: The Sweet Escape - 2016: This Is What the Truth Feels Like | - 2017: You Make It Feel Like Christmas - 2004: "What You Waiting For?" - 2004: "Rich Girl" în colaborare cu Eve - 2005: "Hollaback Girl" - 2005: "Cool" - 2005: "Luxurious" în colaborare cu Slim Thug - 2006: "Crash" - 2006: "Wind It Up" - 2007: "The Sweet Escape" în colaborare cu Akon - 2007: "4 in the Morning" - 2007: "Now That You Got It" în colaborare cu Damian Marley - 2008: "Early Winter" - 2014: "Baby Don't Lie" - 2014: "Spark the Fire" - 2015: "Used to Love You" - 2016: "Make Me Like You" - 2016: "Misery" |

## Filmografie
| An   | Titlu                                    | Rol                                  | Note                                                                                             |
| ---- | ---------------------------------------- | ------------------------------------ | ------------------------------------------------------------------------------------------------ |
| 2001 | King of the Hill                         | Ea însăși (cu No Doubt)              | Episodul: "Kidney Boy and Hamster Girl: A Love Story"                                            |
| 2001 | Zoolander                                | Ea însăși                            | Cameo                                                                                            |
| 2002 | Dawson's Creek                           | Ea însăși (cu No Doubt)              | Episodul: "Spiderwebs"                                                                           |
| 2004 | Malice                                   | Malice                               | Doar voce; joc video                                                                             |
| 2004 | The Aviator                              | Jean Harlow                          | Nominalizată—Screen Actors Guild Award for Outstanding Performance by a Cast in a Motion Picture |
| 2009 | Gossip Girl                              | Snowed Out lead singer (cu No Doubt) | Episodul: "Valley Girls"                                                                         |
| 2011 | Everyday Sunshine: The Story of Fishbone | Ea însăși                            | Documentar                                                                                       |
| 2013 | Portlandia                               | Ea însăși (cu No Doubt)              | Episodul: "Nina's Birthday"                                                                      |